# Amycinae
Amycinae, es una subfamilia de pequeñas arañas araneomorfas, pertenecientes a la familia Salticidae.

## Tribus
La subfamilia comprende las siguientes tribus:
- Amycini
- Astiini
- Huriini
- Hyetusini
- Scopocirini
- Thiodinini